# جيمي هيوز (كاتب أغاني)
جيمي هيوز (بالإنجليزية: Jimmy Hughes)‏ هو كاتب أغاني بريطاني، ولد في 21 أغسطس 1958 في لندن في المملكة المتحدة.

## وصلات خارجية
- الموقع الرسمي